# تمرد 1959 في اليمن
هو تمرد قام به عدد من مشائخ قبيلة حاشد وذو محمد وعدد من قادة وأمراء الجيش في صنعاء وتعز في يوليو 1959 ضد الإمام أحمد يحيى حميد الدين إمام المملكة المتوكلية اليمنية حين كان يتعالج في إيطاليا. مدعومين من نجله البدر الذي استعان بقبائل حاشد مقابل بعض الأموال ثم يعود الإمام أحمد من إيطاليا ويطلب من القبائل مغادرة صنعاء في خطاب القاه في الحديدة فتغادر القبائل صنعاء.

## مقدمة

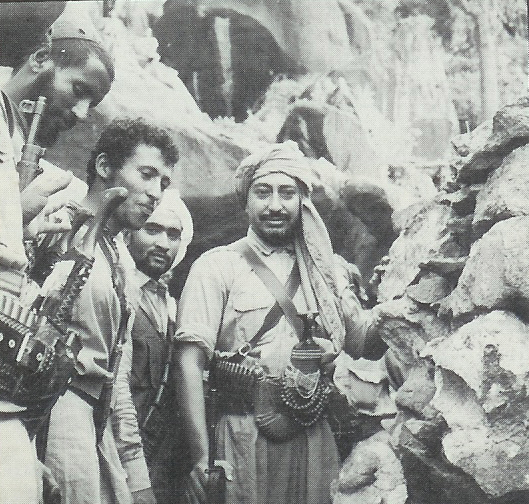
الامام البدر

حكمت سلالة الزيديين اليمن لمدة تزيد عن 1100 سنة. وقد بدأ هذا الحكم عندما ذهب اليمنيون إلى المدينة المنورة سنة 284 هـ لمبايعة الهادي يحيى بن الحسين إماماً لليمن بعد أن انتشرت فيه دعوةالقرامطة والإسماعيلية. وقد تعهد الإمام بتحكيم شرع الله وسنة رسوله والمساواة بين جميع اليمنيين على اختلاف مذاهبهم وأصولهم. ولكن خلفاء الإمام لم يلتزموا بذلك وميزوا أنفسهم عن بقية الشعب على أنهم السلالة الهاشمية الحاكمة. وضمن الأئمة حكم اليمن بإثارة الخلافات والمشاحنات بين القبائل، وكان ذلك من أسباب الانقلابات التي تتابعت على اليمن في منتصف القرن العشرين. وكان من بين هذه الأسباب أيضاً أن اليمن الشمالي كان معزولاً عن التطور والتحديث. فقد قال الدكتور عبد الرحمن البيضاني أنه «كان يوجد في اليمن عام 1950 ثلاثة صحف تصل من عدن بالجنوب الغربي، التي كانت تحت الإدارة البريطانية، ولا توجد كهرباء في صنعاء ويوجد عدد ثلاثة أجهزة راديو بحوزة الإمام أحمد، البدر ولي العهد والقاضي أحمد الحضراني». وقد وقع أول هذه الانقلابات عام 1948 الذي قام به عبد الله الوزير وانتهى بفشله. ويعرف باسم ثورة الدستور.

### انقلاب 1955
وفي 31 مارس عام 1955، حدث انقلاب قام به المقدم أحمد يحيى الثلايا. وقد قام المقدم أحمد بقيادة فرقة من الجنود لمحاصرة الإمام في قصره في مدينة تعز. وطالبوا الإمام تسليم نفسه وهو ما حدث. وقد اختلف قادة الانقلاب فيما بينهم على مصير الإمام. فبعضهم اقترح قتله. والبعض الآخر اقترح أن يستبدل بأخيه الأمير سيف الله عبد الله. وفي أثناء ذلك قام الإمام بفتح خزائن قصره واشترى جنود الثلايا. كما قامت سيدات الأسرة المالكة بقص شعورهن ووضعوها في أظرف وأرسلوها إلى القبائل وكتبوا لهم «يا غارة الله بنات النبي» أي أنهن بنات الرسول من الأسرة الهاشمية. فهجمت القبائل على تعز وفشل الانقلاب.

## الاحداث
في صيف عام 1959، سافر الإمام أحمد إلى روما للعلاج من التهاب المفاصل الرثياني. فاعتقد البدر أنها نهاية أبوه. فقام بإنشاء مجلس نيابي برئاسة أحد أبناء الشعب وهو القاضي أحمد الصياغي. كما قام بإلقاء خطاب ناري ضد الإمام في احتفال للجيش اليمني الوليد. فثار الهاشميون ضد البدر مما دفعه للاستعانة بالقبائل لإخماد ثورتهم. ورغم أن عيون البدر في روما تخبره أن أبوه يحتضر.
اشترك مشائخ القبائل مجاهد أبو شوارب، والشيخ حسين ناصر الأحمر وابنه حميد حسين الأحمر، وسنان أبو لحوم وغيرهم من المشائخ في الخطة.
إلا أن الإمام أحمد أفاق من مرضه ورجع إلى اليمن وألقى خطبة في الحديدة توعد فيها المشائخ وهددهم، عقد بعض المشائخ مؤتمراً سرياً حضره القاضي عبد السلام صبره والقاضي عبد الله محمد الإرياني والشيخ حميد حسين الأحمر والنقيب سنان أبو لحوم والنقيب عبد اللطيف بن قايد ومن الضباط عبد الله السلال وعبد الله الضبي وحمود الجائفي، وقرروا وضع خطتين إحداهما ترمي إلى اغتيال الإمام أحمد في السخنة، وانتدبوا لذلك الشيخ عبد الله حسين الأحمر والنقيب علي أبو لحوم وأخاه محمد أبو لحوم والنقيب عبد الولي القيري والشيخ علي ناصر طريق وجار الله القردعي والأستاذ سعيد إبليس.
والخطة الثانية أن يعملوا على التفاهم بين رجالات حاشد وبكيل لجمع كلمتهم  ، لكن الإمام أحمد عرف بالخطتين، فالأولى افتضحت قبل أن ينفذها سعيد إبليس، فمن ذهب إليهم ليساعدوه بتنفيذ الخطة قاموا بتبليغ الإمام، ومن ثم اعتقاله، والثانية “بإرسال الجيوش إلى حاشد وخولان والجوف وبرط وغيرها 
قام الإمام بإلغاء كل ما قام به البدر من إصلاحات. كما أمر باسترجاع الأموال والسلاح التي أعطاها البدر للقبائل التي أيدته في الإصلاحات. وهرب شيوخ القبائل إلى السعودية ولكن الملك سعود بن عبد العزيز ضمنهم عند الإمام أحمد. ولما رجعوا، أعطاهم الإمام لابنه البدر فقام بذبحهم ترضية لأبيه. وكانت هذه الحادثة دليلاً للذين عقدوا الآمال على البدر أنه لا يختلف كثيراً عمن سبقوه.

## تسلسل زمني
| التاريخ   | العام | الحدث |
| --------- | ----- | --- |
|           | 1918  | استقلال شمال اليمن من الإمبراطورية العثمانية وتأسيس الإمام يحيى حميد الدين للمملكة المتوكلية اليمنية. |
| فبراير    | 1948  | قيام «ثورة الدستور» واغتيال الإمام يحيى حميد الدين، وتولي نجله نجله الحكم وقمع الثورة وإعدام قادتها. |
| مارس      | 1955  | قيام «إنقلاب 1955» بقيادة المقدم أحمد الثلايا ضد الإمام أحمد ومحاصرة قصرة في تعز، والقبائل تهاجم المدينة وتفشل الإنقلاب وأعدام الثلايا وضباط الإنقلاب. |
| يوليو     | 1959  | عدد من مشائخ حاشد وقادة من الجيش يقودوا «تمرد 1959 في اليمن» ضد الإمام أحمد يحيى حميد الدين الذي كان يتعالج في إيطاليا، بدعم من نجله البدر. |
| أغسطس     | 1959  | الإمام أحمد يحيى حميد الدين يرسل بأكياس فارغة إلى مشايخ القبائل لاسترداد الأموال التي صرفها البدر لهم ويطلب وضعها في الأكياس، بعض المشائخ ترفض والإمام يرسل حملة عسكرية وحشية لقمع القبائل ويأسر بعضهم ويعدم حميد بن حسين الأحمر وابنه وهم من الذين تصدوا للإمام.         |
| يناير     | 1960  | نزوح الشيخ سنان أبو لحوم إلى عدن من جراء حملة الإمام القمعية، يلتقي من وجد من الأحرار والمناضلين ثم يدبر عمليات مقاومة مسلحة ضد حكم الإمام. |
| فبراير    | 1960  | أحمد محمد النعمان مرة أخرى في عدن يلقي كلمة في مسجد النور بعد صلاة المغرب، كما يدلي بشهادة في مجلس أقيم على شرفه فيها شكر وعرفان بالجميل وتقدير لما قدمه أبناء عدن للأحرار وقد نشرت في صحيفة «فتاة الجزيرة»، كما وردت كلمته ضمن مقال في صحيفة 62 سبتمبر العدد «8401» ص42. |
| مارس      | 1961  | «محاولة اغتيال الإمام أحمد 1961» في مستشفى الحديدة يقوم بها الضباط الأحرار «العلفي - واللقية - والهندوانة». |
| 26 سبتمبر | 1962  | تفجير «ثورة 26 سبتمبر» على أيدي «الضباط الأحرار» ضد الحكم الإمامي بمساعدة من مصر وقتل الإمام أحمد وقيام الجمهورية العربية اليمنية برئاسة عبد الله السلال، واشتعال حرب أهلية بين الجمهوريين الذين تساندهم مصر والملكيين الذين تساندهم السعودية.                            |